# Adonis cullelli
Adonis cullelli är en ranunkelväxtart som beskrevs av fader Sennen och Gonzalo. Adonis cullelli ingår i släktet adonisar, och familjen ranunkelväxter. Inga underarter finns listade i Catalogue of Life.